# Pont-à-Mousson (bedrijf)

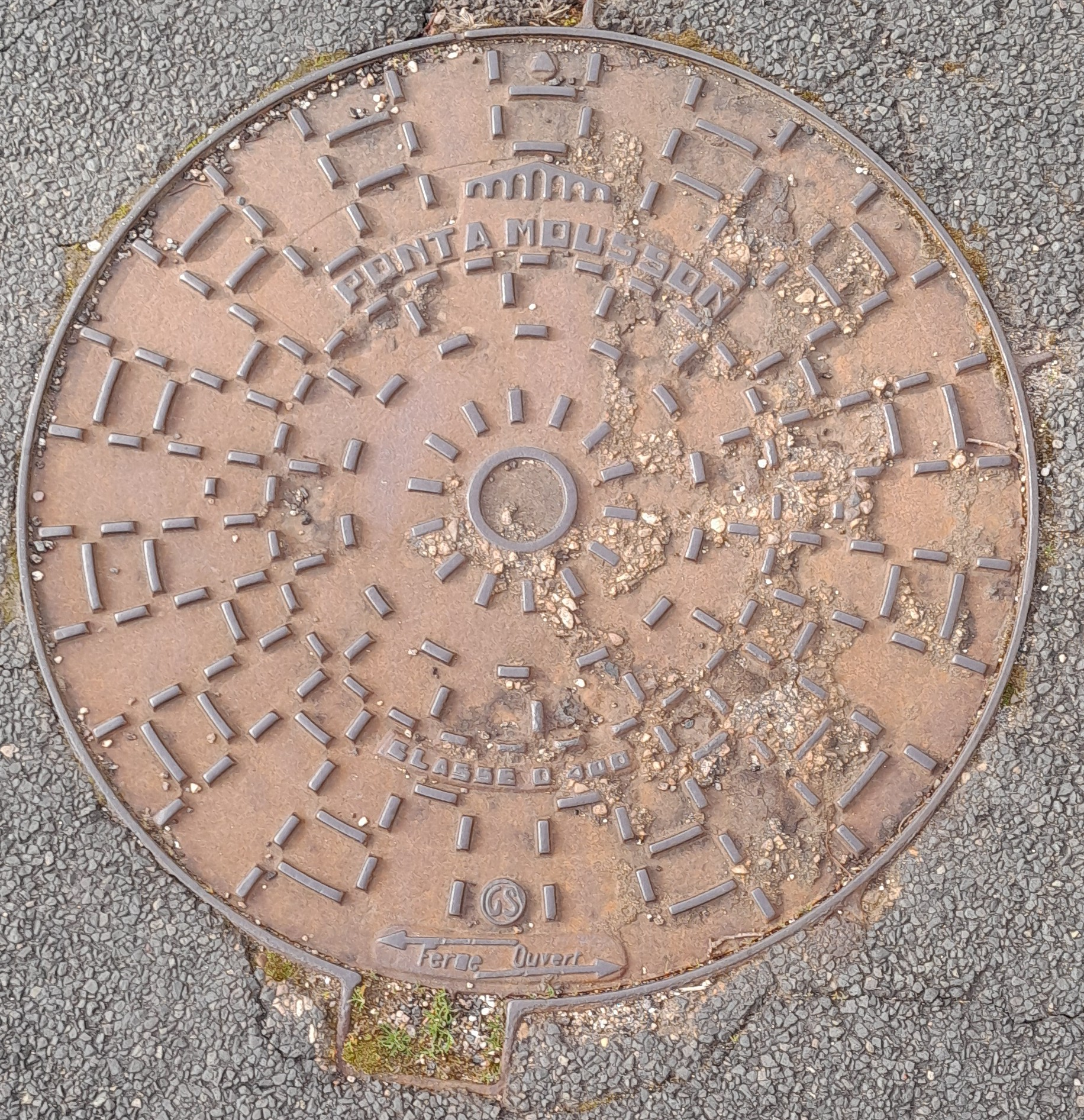
Putdeksel van Pont-à-Mousson

Pont-à-Mousson (PAM) is een Frans metallurgisch bedrijf dat is vernoemd naar de stad Pont-à-Mousson waar zich de hoofdvestiging bevindt.
Het bedrijf werd tussen 1854 en 1856 opgericht als een bescheiden ijzergieterij, volgend op de ontdekking en ontginning van ijzererts in de regio Lotharingen. In deze tijd begonnen de steden te groeien en was er behoefte aan gietijzeren gas-, waterleiding-, en rioolbuizen. In deze producten specialiseerde het bedrijf zich. In 1886 werd het bedrijf een NV en ging Société Anonyme des Hauts-Fourneaux et Fonderies de Pont-à-Mousson heten. Uiteraard produceerde het bedrijf ook putdeksels en dergelijke.
Noodzakelijkerwijs moest het zich ook op de export richten, aangezien de binnenlandse markt beperkt was. In de jaren '20 van de 20e eeuw bestond 50% van de omzet uit export. Om protectiemaatregelen te omzeilen werd in Brazilië de eerste buitenlandse vestiging opgericht (1937). Eveneens in de jaren '20 werd het bedrijf actief in de staalsector, onder meer via samenwerkingsverbanden met de firma's Marine-Homécourt en Micheville.
Ondertussen werden technologische vernieuwingen ingevoerd, waaronder het centrifugaalgieten van buizen 1928, en de fabricage van vervormbare gietijzeren buizen in 1947. Deze laatste techniek was ontwikkeld in de Verenigde Staten. Aldus werd Pont-à-Mousson een leidinggevend bedrijf op het terrein van buizen, maar de staalsector werd problematisch. Gedurende de jaren 60 van de 20e eeuw werd deze sector afgestoten en ging verder onder de namen Sidelor en later Sacilor. Moderniseringen vonden in 1960 plaats, waarbij ook verbindingsstukken uit elastomere kunststof. In 1970 werd Pont-à-Mousson een onderdeel van het Saint-Gobain. Dit bedrijf was weliswaar vooral een glasfabrikant, maar was evenals Pont-à-Mousson nauw betrokken bij bouwprojecten. Uiteindelijk zou het bedrijf te Pont-à-Mousson als Saint-Gobain-PAM bekend worden, terwijl de gehele divisie Saint-Gobain Canalisation ging heten.
In Pont-à-Mousson werden sindsdien slechts nog vervormbare buizen en hun toebehoren vervaardigd. In de jaren 80 van de 20e eeuw werden nieuwe bekledingssystemen voor rioolbuizen ontwikkeld, veelal gebaseerd op kunststof. Ook in de jaren daarna werden nog tal van productvernieuwingen doorgevoerd, waaronder systemen voor regenwateropvang en -afvoer. 
In 1997 kwamen er vestigingen in Azië en in 1998 in Zuid-Afrika.